# Una vez más (álbum de Rocío Dúrcal)
Una vez más es el sexto álbum de estudio de la cantante española Rocío Dúrcal. Dirigido y realizado por el Británico Simon Napier-Bell y el esposo de la cantante Antonio Morales "Junior", autores de la mayoría de los temas. Fue la primera producción musical de la cantante bajo el sello discográfico Ariola Records y lanzado al mercado en el año 1977. Él álbum contó con la colaboración especial de Miguel Morales Barretto en las adaptaciones musicales y de Larry Ashmore en los arreglos y composiciones. En este álbum la cantante interpretó las canciones "Sola" y "En Algún Lugar" temas ya grabados por su esposo Antonio Morales "Junior" años anteriores y del cual gozó de gran éxito, también interpretó en versión español la recordada canción "Where Did They Go" grabada por Peggy Lee en el año 1971.

## Lista de temas
|     | Título                                             | Autor(es)                                                    | Duración |
| --- | -------------------------------------------------- | ------------------------------------------------------------ | -------- |
| 1.  | Una Vez Más (Like A Child)                         | Larry Ashmore / Simon Napier-Bell / Antonio Morales "Junior" | 3:34     |
| 2.  | No Dudes Más De Mí (Summer Love)                   | Larry Ashmore / Simon Napier-Bell / Antonio Morales "Junior" | 2:49     |
| 3.  | Sé Que Hay Alguien (Sweet Death)                   | Larry Ashmore / Simon Napier-Bell / Antonio Morales "Junior" | 3:55     |
| 4.  | Carmen María (Too Soon To Say)                     | Simon Napier-Bell / Antonio Morales "Junior"                 | 2:15     |
| 5.  | Sola (Then)                                        | Antonio Morales "Junior" / Simon Napier-Bell                 | 3:51     |
| 6.  | Dónde Estarán Nuestros Tiempos (Where Did They Go) | Gloria Sklerov / Harry Lloyd                                 | 3:25     |
| 7.  | Por Un Vino Tabernero (Leaning On Your Every Word) | Simon Napier-Bell / Antonio Morales "Junior"                 | 2:34     |
| 8.  | En Algún Lugar                                     | Simon Napier-Bell / Antonio Morales "Junior"                 | 3:10     |
| 9.  | Un Nuevo Amanecer (Proud Words)                    | Simon Napier-Bell / Antonio Morales "Junior"                 | 2:36     |
| 10. | Recuerdos (Ashes Of Our Love)                      | Larry Ashmore / Simon Napier-Bell / Antonio Morales "Junior" | 4:06     |